# USカルカソンヌ
ユニオン・スポルティヴ・カルカソネーズ（仏: Union Sportive Carcassonnaise）は、フランスのカルカソンヌに本拠地を置くラグビーユニオンクラブである。スタジアムはスタッド・ダルベール・ドメク。シャンピオナ・フェデラル・ナシオナル（3部）に所属。通称はUSカルカソンヌ（US Carcassonne）。

## 歴史
1899年創設。
2009-10シーズン後にフェデラル1から昇格して以降は、プロD2でプレー。

## タイトル

### 国内タイトル
- フランス選手権（現・トップ14）
  - 準優勝 1回（1925）

## スコッド
- マリウス・イフティミチュク(ルーマニア代表)

## 歴代所属選手
- ハリー・グラバー(7人制イングランド代表)
- タレマイトンガ・トゥアパティ(フィジー代表)
- アティエリ・パカラニ(トンガ代表)
- フェリペ・ベルチェシ(ウルグアイ代表)
- シャルヴァ・マムカシヴィリ(ジョージア代表)
- ミリアン・ブルドゥリ(ジョージア代表)
- ティエリー・フェウテウ(スペイン代表)
- マルティン・パジュ＝レロ(イタリア代表)
- ヴァヴァエ・トゥイランギ(サモア代表)
- アンドレイ・ウルサケ(ルーマニア代表)
- ペドロ・ベタンクール(ポルトガル代表)
- サムエル・マルケス(ポルトガル代表)
- ティム・アガバ(7人制南アフリカ代表)
- ジュゼ・リマ(ポルトガル代表)
- ニック・グリッグ(スコットランド代表)